# Anna Latawiec
Anna Maria Latawiec (ur. 1951) – polska filozof, profesor nauk humanistycznych, dziekan Wydziału Filozofii Chrześcijańskiej Uniwersytetu Kardynała Stefana Wyszyńskiego w Warszawie.

## Życiorys
W latach 1970–1975 odbyła studia w zakresie filozofii przyrody w Akademii Teologii Katolickiej w Warszawie kończąc je obroną pracy magisterskiej pt. Filozoficzne aspekty modelowania matematycznego w ekologii (promotor: ks. prof. dr hab. Mieczysław Lubański). W 1981 w tej samej uczelni uzyskała stopień doktora na podstawie napisanej pod kierunkiem ks. prof. Mieczysława Lubańskiego rozprawy pt. Koncepcja informacji biologicznej (recenzenci: prof. dr hab. Jerzy Chmurzyński, ks. prof. dr hab. Szczepan Witold Ślaga). Habilitowała się w 1993 na Wydziale Filozofii Chrześcijańskiej ATK na podstawie dorobku i monografii pt. Pojęcie symulacji i jej użyteczność naukowa (recenzenci: prof. dr hab. Ryszard Tadeusiewicz, prof. dr hab. Władysław Krajewski, ks. prof. dr hab. Mieczysław Lubański). W 2013 prezydent RP nadał jej tytuł profesora nauk humanistycznych.
W ATK była asystentem (1975–1977), starszym asystentem (1977–1981), adiunktem (1981–1997). W 1997 została tam profesorem nadzwyczajnym.
W 1996 została redaktorem naczelnym czasopisma Studia Philosophiae Christianae. W latach 2001–2008 była prodziekanem Wydziału Filozofii Chrześcijańskiej UKSW. W 2012 objęła tam stanowisko dziekana.
W latach 2007–2011 była członkiem Komitetu Nauk Filozoficznych PAN.
Była promotorką doktoratu ks. Adama Świeżyńskiego.
Otrzymała Złoty Krzyż Zasługi (2001).